# M82 X-1
M82 X-1 is een ultralumineuze röntgenbron en een mogelijk middelzwaar zwart gat gelegen in het sterrenbeeld Grote Beer. Het object is gelegen op een afstand van 11,5 miljoen lj in het centrum van het sterrenstelsel M82. Het werd ontdekt in 2004 en het bestaan ervan werd in 2006 bevestigd door de satelliet Rossi X-ray Timing Explorer, genoemd naar de natuurkundige Bruno Rossi. De massa wordt geschat op duizend maal die van de Zon. M82 X-1 bevindt zich op ongeveer 600 lichtjaar van de kern van M82, in een dicht cluster van jonge, massieve sterren van spectraal type O en B.